# ライト級
ライト級（ライトきゅう、英: lightweight）は、ボクシングなどの格闘技で用いられる階級の1つ。

## ボクシング
プロボクシングでの契約ウェートは、130 - 135ポンド (58.967 - 61.235kg) 。スーパーフェザー級とスーパーライト級の間の階級で、全17階級中、ちょうど真ん中。
アマチュアボクシングでは、男子が56 - 60kg（2010年春にフェザー級廃止以前は57-60）、女子が57 - 60kg。
1886年創設。ヘビー級に次いで2番目に古い階級で、初代世界王者はジャック・マカリーフェ（アイルランド）。
1906年のネバダ州ゴールドフィールドはボクシングブームを迎えていた。若く大胆なギャンブラーのテックス・リカードが率いる地元の市民団体は、ゴールドフィールドを地域外にアピールするためにボクシング興行を主催した。そして1906年から1908年にかけて、リカードはジョー・ガンスとバトリング・ネルソンの3度にわたる世界ライト級タイトルマッチをプロモート。その初戦がゴールドフィールドのカジノで開催されると、ボクシングブームは頂点に達し、ゴールドフィールドは世界的に注目されるようになった。1905年のメインストリートはほとんど何もなく閑散としていたが、翌年には音楽ホールや店舗が建ち並んで人通りが増え、急激に活気づいた。リカードはそれまでのライト級の試合では最高額となる34,000ドルのファイトマネーを支払い、トッププロモーターとなる。69,715ドルのゲート収入も当時としては驚嘆に値する額だった。
日本人として初めて同級世界王座を獲得したのはWBCのガッツ石松（ヨネクラ、1974年4月11日 - 1976年5月8日、5度防衛）。女子ではJBC公認前に風神ライカ（当時のリングネームはライカ）がWIBA王座を獲得しており、公認後もOPBF東洋太平洋王座を獲得し、日本人女子がタイトルを獲得した最も重い階級となっている。日本王座ではリック吉村がこの階級で全階級を通じて最多となる22度の防衛に成功した。
この階級の世界王座最多防衛記録はアルツール・グレゴリアン（ウズベキスタン / WBO）の17度。日本の選手の最多防衛記録は、オルズベック・ナザロフ（協栄 / WBA）の6度。

## 総合格闘技
総合格闘技での契約ウェートは、145 - 155ポンド (65.7709 - 70.3068kg) 。フェザー級とスーパーライト級の間の階級であり、全14階級中5番目に軽い階級。ネバダ州アスレチック・コミッションおよびボクシング・コミッション協会により規定されている階級である。
- RIZINでは、「RIZIN FIGHTING WORLD GP 2019 ライト級トーナメント」が、71.0kg契約で行われた。
- PRIDEでは、73.0kg契約と規定していた。
- DREAMでは、70.0kg契約と規定していた。

## キックボクシング
- GLORYでの契約ウェートは70.0kgに規定されている。
- ISKAでは、61kg (134lbs)契約に規定されている。
- シュートボクシングでは、62.5kg契約に規定されている。
- KNOCK OUTでは、61.5kg契約に規定されている。
- ONE Championshipでは、77.1kg契約に規定されている。なお、同団体では総合格闘技とムエタイも共通の体重契約で規定される。

## K-1
M-1スポーツメディア体制のK-1（K-1 WORLD GP）での契約ウェートは、62.5kgに規定されている。かつてのFEG体制の旧K-1では、63kgに規定されていた。

## ムエタイ
ムエタイでの契約ウェートは、130 - 135ポンド (58.967 - 61.235kg) 。スーパーフェザー級とスーパーライト級の間の階級であり、全19階級中9番目に軽い階級。世界ムエタイ評議会により規定されている。

## プロレス
メキシコ等、階級制を用いている国ではライト級が設けられている。

## レスリング
レスリングでかつてライト級と呼ばれたものは、現在の66kg級に当たる。女子では55kg級をライト級と呼ぶ事も。